# Nieuw-Caledonische kakariki
De Nieuw-Caledonische kakariki (Cyanoramphus saisseti) is een vogel uit de familie Psittaculidae (papegaaien van de Oude Wereld). 

## Verspreiding en leefgebied
Deze soort is endemisch in Nieuw-Caledonië, een eiland in het Franse overzeese gebiedsdeel Nieuw-Caledonië in de Grote Oceaan.

## Status
De Nieuw-Caledonische kakariki komt niet als aparte soort voor op de lijst van BirdLife International, maar is daar een ondersoort van de roodvoorhoofdkakariki (C. novaezelandiae saisseti).